# ميجيل ريمبا
ميجيل ريمبا (بالإسبانية: Miguel Rimba)‏ (مواليد 1 نوفمبر 1967) هو لاعب كرة قدم. يلعب مع منتخب بوليفيا لكرة القدم. سبق له أن لعب في كأس العالم لكرة القدم مع منتخب بلاده.

## روابط خارجية
- ميجيل ريمبا على موقع قاعدة بيانات كرة القدم.إي يو (الإنجليزية)
- ميجيل ريمبا على موقع ناشيونال فوتبول تيمز (الإنجليزية)